# Godfrey Mtenga
Godfrey Mtenga es un escultor de Zimbabue, nacido el año 1965 en Chitaunhike , distrito de Guruve. 

## Datos biográficos
Godfrey Mtenga nació en Chitaunhike, en el distrito de Guruve; dejó la escuela a los 18 años y en 1987 empezó a esculpir, trabajando con Brighton Sango. Después de seis meses de aprendizaje, comenzó a trabajar por su cuenta. Fue presentado en la Exposición Anual de la Galería Nacional de Zimbabue el año 1989.
En el año 2008 fue invitado junto al escultor Chaka Chikodzi a Oakville en Canadá, para participar en los talleres y exposiciones celebrados con el fin de recaudar fondos para la lucha contra el sida en África.